# Кашкадан
Кашкада́н (баш. Ҡашҡаҙан, устар. Ашкадан), также Сипайловское — озеро-старица реки Уфы возле исторической деревни Старое Сипайлово, в одноимённом парке жилого района Сипайлово города Уфы.

## Гидрология
Озеро-старица расположено в правобережной высокой пойме реки Уфы. Длина озера 1020 м, средняя ширина 300 м, средняя глубина 2,5 м, площадь — 0,01335 км2.
Высота над уровнем моря — 88 м.
До начала строительства в 1982 жилого района Сипайлово, во время половодья водоём соединялся с рекой Уфой. В течение длительного времени служило местом сброса городских отходов и мусора.

## Название
Первое упоминание об озере относится к началу XVIII века. Первоначальное название — Ашкадар или Ашкадан.
В 1701 году озеро Ашкадар было на три года передано в оброчное владение Василию Максимовичу Гладышеву башкирами Минской волости Нагайской дороги Арасламбеком Андагулововым с товарищами с оплатой «по 2 гривны в год».
26 июня 1795 года вдова вахмистра Федора Дмитриевича Гладышева Федосья Акимовна продала за 50 рублей поместье с деревней Гладышева и озером Ашкадан своему племяннику адъютанту Оренбургского батальона Афанасию Даниловичу Дурову.
На Плане Генерального межевания Уфимского уезда Оренбургской губернии 1820 озеро отмечено как Кошкадан.
В Списке населённых мест Российской империи 1870 года деревня Дурово значится как расположенная на безымянном водоеме.
На плане города Уфы 1939 отмечено озеро как Сипайловское.
В 1980–1990-е в озере в большом количестве водились караси, в связи с чем местные жители часто называли озеро Карасиным. 
Название озера Кашкадан появилось на плане-схеме города Уфы в 1984, является ошибочным и записано «на слух». В 1997 отмечено уже как болото Кашкадан
Первоначальное название связано с подковообразной формой озера (ныне практически утраченной) и происходит от баш. аш ҡаҙан, «суповой казан». В дальнейшем в качестве тривиальных названий использовались Сипайловское озеро (по названию микрорайона), Кошачье или Кошкино озеро (по названию близлежащего леса).

## История
В 1980–1990-е озеро превратилось в болото.
В 2002–2003 в связи с разбивкой на его берегах Парка культуры и отдыха «Кашкадан» было очищено дно озера. В 2004—2006 годах на берегу озера был устроен песчаный пляж. В 2004 году на озере появились фонтаны высотой 2,5 м.
С 2019 ведётся реконструкция парка, в ходе которой планируется изолировать озеро от канализационных стоков из частного сектора с помощью прокладки дренажных труб.